# آلخاندرو آمنابار
آلخاندرو آمنابار (به اسپانیایی: Alejandro Fernando Amenábar Cantos) (زاده ۳۱ مارس ۱۹۷۲ در سانتیاگو، شیلی) نویسنده، کارگردان و آهنگساز شیلی-اسپانیایی است. او در سال ۱۹۹۷ با ساخت فیلم چشمانت را باز کن به شهرت رسید.

## زندگی شخصی
آلخاندرو آمنابار ۳۱ مارس ۱۹۷۲ در سانتیاگو پایتخت کشور شیلی متولد شد. پدر او (هوگو ریکاردو آمنابار) شیلیایی و مادرش (ژوزفینا سانتوس) اسپانیایی بود. خواهر بزرگتر مادر آلخاندرو که در سانتیاگو زندگی می‌کرد از ژوزفینا خواست که به سانتیاگو بیاید. ژوزفینا به شیلی رفت و در آنجا با پدر آلخاندرو آشنا شد و با هم ازدواج کردند که حاصل این ازدواج دو پسر است. برادر بزرگتر آلخاندرو متولد ۴ دسامبر ۱۹۶۹ است.
در آگوست سال ۱۹۷۳ خانواده آمنابار تصمیم گرفتند به اسپانیا نقل مکان کنند و در مادرید ساکن شدند.

## زندگی حرفه‌ای
او از کودکی علاقه زیادی به سینما و موسیقی داشت؛ و مرتباً به سینما می‌رفت و با کیبورد یا گیتار ملودی‌هایی می‌ساخت.
او در بین سال‌های ۱۹۹۱ تا ۱۹۹۴ دو فیلم کوتاه ساخت. فیلم‌های کوتاه او تجربه‌ای شد برای ساخت اولین فیلمش به نام تز (فیلم). او این فیلم را در سال ۱۹۹۶ به تهیه‌کنندگی دوستش خوزه لوئیس کوئردا و نویسندگی خودش و متئو گیل ساخت که نقدهای خوبی را برای او به همراه داشت. تز (فیلم) توانست هشت نامزدی جایزه گویا را به دست آورد که هفت جایزه شامل جایزه بهترین فیلم را برد. آهنگسازی این فیلم هم بر عهده خودش بود.
در سال ۱۹۹۷ آلخاندرو آمنابار فیلم چشمانت را باز کن (فیلم) را ساخت. نویسندگی و آهنگسازی این اثر را هم آلخاندرو به کمک دیگران انجام داد. در سال ۲۰۰۱ نسخه هالیوودی این فیلم به نام آسمان وانیلی و به کارگردانی کامرون کراو و بازی بازیگرانی چون تام کروز، کامرون دیاز، پنه لوپه کروز و کرت راسل ساخته شد. اما با وجود بازی پنه لوپه کروز که در فیلم اصلی نیز بازی کرده بود این فیلم نتوانست به موفقیت‌های فیلم اصلی دست پیدا کند.
او در سال ۲۰۰۱ اولین فیلم انگلیسی زبانش را ساخت. این فیلم با بازی نیکول کیدمن موفقیت‌های زیادی را برای آمنابار به همراه داشت و شهرت او را جهانی کرد. این فیلم ۸ جایزه گویا را برد و اولین فیلم انگلیسی زبانی لقب گرفت که جایزه بهترین فیلم گویا را می‌برد. این فیلم نامزد یک جایزه گلدن گلوب و دو جایزه بفتا هم شد.
آمانبار در سال ۲۰۰۴ فیلم دریای درون با بازی خوب خاویر باردم را به نمایش درآورد. این فیلم ۱۴ جایزه گویا و جایزه اسکار بهترین فیلم غیر انگلیسی‌زبان را به دست آورد. این فیلم همچنین برنده جایزه بزرگ هیئت داوران جشنواره فیلم ونیز نیز شد. دریای درون اقتباسی از زندگی واقعی رامون سمپدرو ملوان جوانی است که در یک حادثه دچار شکستگی استخوان گردن و قطع نخاع می‌شود. او به مدت ۲۹ سال تلاش کرد دادگاه حق مرگ آسان را برای او به رسمیت بشناسد تا او بتواند به زندگی خود پایان دهد.
در سال ۲۰۰۸ گران‌قیمت‌ترین فیلم تاریخ اسپانیا را به نام آگورا ساخت که در سال ۲۰۰۹ نخستین بار در بخش خارج از مسابقه شصت و دومین جشنواره فیلم کن به نمایش درآمد؛ که داستان تاریخی و عاشقانه‌ای که در قرن چهارم میلادی و در روم باستان رخ می‌دهد را به نمایش در می‌آورد. در این فیلم همایون ارشادی بازیگر ایرانی به ایفای نقش می‌پردازد.
آمنابار در بین سال‌های ۱۹۹۲ تا ۲۰۰۵ کار آهنگسازی ۱۲ اثر را بر عهده داشته‌است. این آثار شامل فیلم‌های کوتاه و بلند خودش یا کارگردانان دیگر است.

## فیلم کوتاه
آلخاندرو آمانبار داستان سه فیلم کوتاه را نوشته است که کارگردانی دو تا از آن‌ها را به عهده داشته‌است.
در جدول زیر لیستی از فیلم‌های کوتاهی که آلخاندرو آمنابار در آن نقشی داشته‌است آمده است.
| سال  | نام فیلم کوتاه         | کارگردان | تهیه کننده | فیلم‌نامه‌نویس | آهنگساز | تدوین گر | بازیگر |
| ---- | ---------------------- | -------- | ---------- | ------------ | ------- | -------- | ------ |
| ۱۹۹۲ | Himenóptero            | N        |            | N            |         | N        | N      |
| ۱۹۹۵ | Luna                   | N        |            | N            | N       |          | N      |
| ۱۹۹۸ | Allanamiento de morada |          |            |              | N       |          |        |
| ۲۰۰۴ | El soñador             |          | N          | N            |         |          |        |

## فیلم شناسی
| سال  | نام فیلم         | کارگردان | تهیه کننده | فیلم‌نامه‌نویس | آهنگساز | تدوین گر |
| ---- | ---------------- | -------- | ---------- | ------------ | ------- | -------- |
| ۱۹۹۶ | تز               | N        | N          | N            | N       |          |
| ۱۹۹۷ | چشمانت را باز کن | N        |            | N            | N       |          |
| ۲۰۰۱ | دیگران           | N        |            | N            | N       |          |
| ۲۰۰۴ | دریای درون       | N        | N          | N            | N       | N        |
| ۲۰۰۹ | آگورا            | N        |            | N            |         |          |
| ۲۰۱۵ | بازگشت           | N        | N          | N            |         |          |
| ۲۰۱۹ | در هنگام جنگ     |          |            |              |         |          |